# Blikkenslager
En blikkenslager er en håndværker, som hovedsageligt beskæftiger sig med blikarbejde. Det vil sige tagrender, afdækning af skotrender, afdækning rundt om eksempelvis altaner og karnapper, kviste og så videre. Det er også blikkenslageren, der lægger tag på carporten – næsten uanset hvilket metal det drejer sig om. Blikkenslagervirksomheder er ofte også autoriserede på VVS-området, så de kan lave reparation af vand - og afløbsinstallationer, når de har kloakautorisation. Virksomhederne er oftest medlemmer af en arbejdsgiverforening, hvoraf TEKNIQ - Installatørernes Organisation er den største og organiserer 2.800 virksomheder, og som har de mange gamle blikkenslagerlaug som medlemmer. 
- Wikimedia Commons har flere filer relateret til Blikkenslager

| Job | Spire Denne artikel om et job eller en stillingsbetegnelse er en spire som bør udbygges. Du er velkommen til at hjælpe Wikipedia ved at udvide den. |